# Adalberto Vara
Adalberto Vara Llanos (* Huánuco, 1903 - Jauja, 1929) fue un escritor vanguardista peruano y hermano del historiador y abogado José Vara Llanos.

## Biografía
Adalberto Vara nació en Huánuco el 23 de abril de 1903. Hijo de Andrés Vara Cadillo y de Nicolasa Llanos Vargas. Desde los 5 años hasta 1914 fue criado en la ciudad de Jesús, hoy capital de la provincia de Lauricocha. Realizó sus estudios primarios en el Seminario de San Teodoro y los estudios secundarios en el Colegio Nacional de Minería (de 1917 a 1921). Prosiguió sus estudios en la Facultad de Letras de la   Universidad Nacional Mayor de San Marcos. 
En 1927 fundó la revista "Jarana" con su hermano José, Jorge Basadre y Carlos Oquendo de Amat, entre otros escritores.  Fue precursor y gran difusor del Vanguardismo, a pesar de haber dejado la totalidad de su obra dispersa en varias publicaciones periodísticas de la época. Se le considera el iniciador de la prosa surrealista en el Perú. Fue, además, uno de los críticos más informados de las corrientes literarias de su tiempo.
Su hermano José dice que Adalberto pertenece a la generación de jóvenes escritores y artistas que, después de la Primera Guerra Mundial, impusieron en el Perú, el arte y la literatura genéricamente nominada de "Vanguardia". 
Amigo de José Santos Chocano y mucho más del poeta puneño Carlos Oquendo de Amat quien fue una especie de alma gemela suya.
Falleció,  víctima de la tuberculosis, en 1929 en la ciudad de Jauja.

## Obras
- La muerte de los 21 años y otros cuentos (1929).
- Receptáculo de términos (1939); poemas en prosa de corte surrealista.
- Permanencia, cuentos, poemas, críticas y otros escritos (1968); este volumen es la suma de todo lo que se publicó.

Los tres títulos anteriores fueron fruto de la preocupación de su hermano José, quien los organizó y editó.
La obra reunida de Adalberto Varallanos apareció en Argentina en 1968, con el título Permanencia. cuentos, poemas, crítica y otros escritos, editada por la extinguida Editorial Andimar.